# Région d'Imboden
La région d'Imboden est une région du canton des Grisons en Suisse. 
Elle remplace depuis le 1er janvier 2016 le district d'Imboden, dont elle reprend le périmètre.

## Communes
| Nom       | N° OFS | Population (décembre 2022) |
| --------- | ------ | -------------------------- |
| Bonaduz   | 3721   | +003 493,                  |
| Domat/Ems | 3722   | +008 199,                  |
| Felsberg  | 3731   | +002 781,                  |
| Flims     | 3732   | +002 917,                  |
| Rhäzüns   | 3723   | +001 612,                  |
| Tamins    | 3733   | +001 205,                  |
| Trin      | 3734   | +001 488,                  |
| Total     | Total  | +021 695,                  |